# Sarah Myhre
Sarah E. Myhre és una científica del clima estatunidenca, divulgadora i activista per la justícia ambiental. Des del seu enfocament feminista, considera necessari que més dones liderin la lluita contra el canvi climàtic. És fundadora i directora executiva del Rowan Institute, una organització sense ànim de lucre amb seu a Washington DC que s'enfoca al lideratge del canvi climàtic.